# Constantin Necula

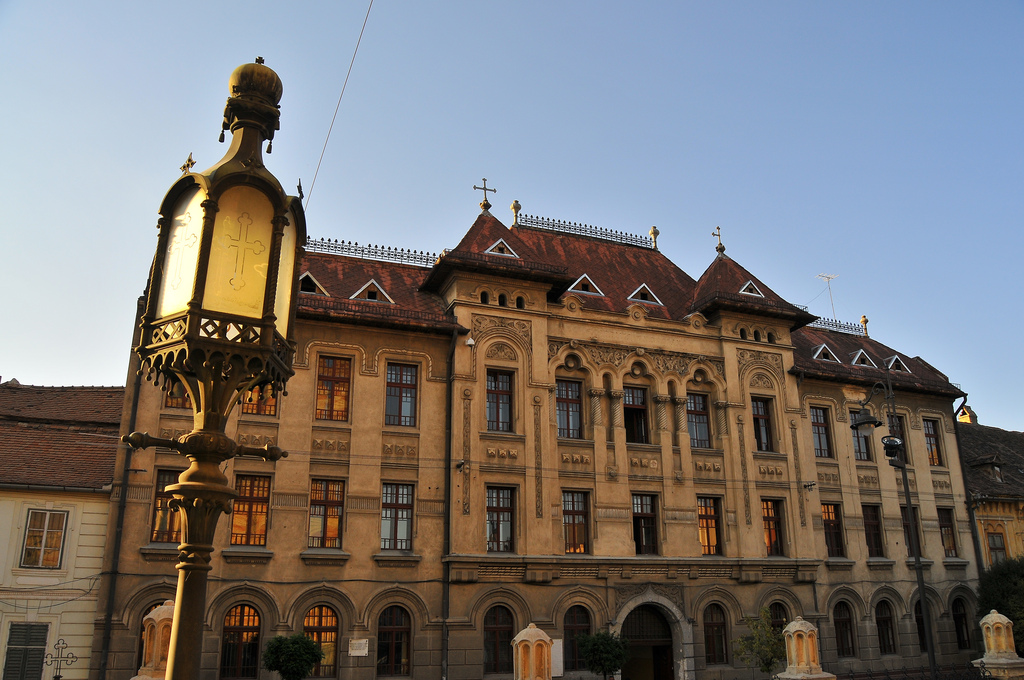
Facultatea de Teologie Ortodoxă „Andrei Șaguna” din Sibiu

Constantin Necula (n. 19 iulie 1970, Brașov, România) este un preot ortodox si profesor universitar la Facultatea de Teologie Ortodoxă din Sibiu, cunoscut publicului pentru numeroasele sale apariții la conferințe și dezbateri televizate.

## Date biografice
Constantin Necula s-a născut la 19 iulie 1970 în municipiul Brașov, a absolvit Colegiul de Științe ale Naturii „Emil Racoviță”, Brașov (1989),  Facultatea de Teologie Ortodoxa „Andrei Saguna” din Sibiu, 1994 (șef de promoție). Din 2004 este doctor în teologie. Conferențiar universitar (2007-prezent), Lector universitar (2002-2007), Îndrumător practică pedagogică pentru predarea religiei (2004-2009), Asistent universitar (1998-2002), Duhovnic (1996-2006), Preparator universitar (1995-1998). Este autor al mai multor volume de predici, studii și articole de omiletică și catehetică, de cărți pentru copii și tineret. A tradus de asemenea mai multe volume. Colaborator cu articole și studii la numeroase publicații din țară și din străinătate. Foarte popular printre creștinii ortodocși, și nu numai, pentru conferințele susținute și numeroasele interviuri în presa din țară și din străinătate.,,,,,,
În anul 2023, Constantin Necula este cercetat de Sinodul Bisericii Ortodoxe Române după ce a fost acuzat că promovează practici necreștine New Age, străine total de Ortodoxie, fiind invitat la un summit de spiritualitate, organizat de Life University în perioada 15-31 mai 2023. Ulterior, acesta nu a mai participat la summit.

## Lucrări publicate

### Volume
- Bucuria însingurării. Ed. Agnos, Sibiu, 2017, 174 p. ISBN 978-973-1941-65-3.
- Vindecările lui Hristos și vindecarea noastră. Ed. Agnos, Sibiu, 2017, 148 p. ISBN 978-973-1941-64-6.
- CITIRE! Predici și meditații la Apostolul de peste an. Scrisori către Profesorii de Religie. Ed. Andreiana, Sibiu, 2017, 334 p. ISBN 978-606-8602-94-3.
- Ce va da omul în schimb pentru sufletul său? Predici la duminicile peste an, ediția a II-a. Ed. Agnos, Sibiu, 2016, 207 p. ISBN 978-973-1941-00-4.
- Duminici de fiecare zi. Ed. Agnos, Sibiu, 2016, 294 p. ISBN 978-973-1941-49-3.
- Pedagogia poveștii. A fost odată, pe când poveștile nu aveau televizor... Ed. Agnos, Sibiu, 2016, 187 p. ISBN 978-973-1941-52-3.
- Creștin de ocazie. Ed. Agnos, Sibiu, 2016, 111 p. ISBN 978-973-1941-56-1.
- Iisus Hristos, curajul nostru. Ed. Agnos, Sibiu, 2016, 98 p. ISBN 978-973-1941-55-4.
- Gânduri și miride, ediția a II-a. Ed. Agnos, Sibiu, 2016, 218 p. ISBN 978-973-1941-57-8.
- Porțile Cerului. Cateheze radio-difuzate despre Sfintele Taine, ediția a III-a. Ed. Agnos / Ed. ASTRA Museum, Sibiu, 2016, 381 p. ISBN 978-973-1941-54-7 / ISBN 978-606-733-149-3.
- De ce ești trist, popor al Învierii? Predici la înmormântări și parastase, ediția a II-a revăzută și îmbunătățită. Ed. Agnos, Sibiu, 2015, 180 p. ISBN 978-973-1941-22-6.
- Ogorul cu îngeri: povestiri, ediția a III-a revăzută și adăugită. Ed. Agnos, Sibiu, 2015, 149 p. ISBN 978-973-1941-37-0.
- Scara de sare (Jurnal fără tata). Ed. InfoArt Media, Sibiu, 2015, 104 p. ISBN 978-606-8341-30-9.
- În așteptarea zorilor de lună, ediția a II-a. Ed. Agnos, Sibiu, 2015, 141 p. ISBN 978-973-1941-13-4.
- În drum spre Emaus. Ed. Agnos / Ed. ASTRA Museum, Sibiu, 2015, 354 p. ISBN 978-973-1941-44-8 / ISBN 978-606-733-089-2.
- Îndumnezeirea maidanului, ediția a III-a. Ed. Agnos, Sibiu, 2015, 297 p. ISBN 978-973-8759-42-0.
- Pe cine incomodează ora de Religie. Între datul Legii și darul lui Dumnezeu. Ed. Agnos, Sibiu, 2015, 238 p. ISBN 978-973-1941-38-7.
- Libertate și mântuire. Ed. Agnos, Sibiu, 2015, 99 p. ISBN 978-973-1941-29-5.
- Anatomia sufletului. Ed. Agnos, Sibiu, 2015, 94 p. ISBN 978-973-1941-36-3.
- Iubirea care ne urnește (pagini catehumenale), ediția a II-a. Ed. Agnos, Sibiu, 2015, 177 p. ISBN 978-973-1801-66-7.
- Duc in altum. Ieșiți în larg. O introducere în Catehetică - Importanța catehezei în propovăduirea creștină, ediția a II-a. Ed. Andreiana, Sibiu, 2014, 328 p. ISBN 978-606-8602-29-5.
- Microfonul cu prieteni. Interviuri realizate în cadrul emisiunii Ortodoxia pe înțelesul tuturor - Radio Trinitas. Ed. Agnos, Sibiu, 2014, 317 p. ISBN 978-973-1941-20-2.
- Cine este Iisus Hristos? Ed. Agnos, Sibiu, 2014, 117 p. ISBN 978-973-1941-27-1.
- Cum să ieșim din mediocritate. Ed. Agnos, Sibiu, 2014, 125 p. ISBN 978-973-1421-28-8.
- Formare pentru propovăduire - studii și articole de catehetică, pedagogie și omiletică activă. Ed. ASTRA Museum / Ed. Techno Media, Sibiu, 2013, 276 p. ISBN 978-606-8520-64-3 / ISBN 978-606-616-114-5.
- Perspective catehumenale. Tradiție și contextualizare pastorală. Studii catehumenale și cateheze pentru ziua de azi. Ed. ASTRA Museum / Ed. Techno Media, Sibiu, 2013, 328 p. ISBN 978-606-8520-04-9 / ISBN 978-606-616-094-0.
- Duminici în dar. Predici și gânduri. Ed. „Cu drag”, Chișinău, 2013, 384 p. ISBN 978-9975-4468-2-2.
- Propovăduind Evanghelia iertării. Ed. Agnos, Sibiu, 2012, 167 p. ISBN 978-973-1801-86-5/2011.
- Cântare de biruință, cântând. Predici la Duminici de peste an. Predici și meditații duhovnicești radiodifuzate. Ed. Oastea Domnului, Sibiu, 2012, 456 p. ISBN 978-973-710-235-5.
- Pastorația Bisericii în vreme de criză. Ed. Agnos, Sibiu, 2012, 175 p. ISBN 978-973-1801-87-2.
- Provocările străzii (mic catehism vorbit), ediția a II-a. Ed. Agnos, Sibiu, 2011, 204 p. ISBN 978-973-1801-74-2.
- Creștinism de vacanță. Ed. Agnos, Sibiu, 2011, 231 p. ISBN 978-973-1801-78-0.
- Propovăduire și educație socială. Ed. Andreiana, Sibiu, 2010, 272 p. ISBN 978-606-8106-26-7.
- Gheorghe Lazăr - Învietorul. Ed. Agnos / Ed. Andreiana, Sibiu, 2009, 80 p. ISBN 978-973-1801-47-6.
- Viața și minunile Sfântului Nicolae. Repere catehetico-omiletice. Ed. Agnos / Ed. Andreiana, Sibiu, 2009, 188 p. ISBN 978-973-1801-45-2 / ISBN 978-606-92019-4-7.
- Împreună spre întâia Spovedanie (scurte schițe în metodologia parcursului duhovnicesc). Ed. Agnos, Sibiu, 2006, 85 p. ISBN 973-88172-0-X, ISBN 978-973-88172-0-3.
- Să ne rugăm 8 zile cu Părintele Arsenie Boca: O icoană catehumenală. Ed. Oastea Domnului, Sibiu, 2006, 155 p. ISBN 978-710-072-7, ISBN 978-710-072-6.
- Să ne rugăm 8 zile cu Sfântul Nectarie Taumaturgul (Icoana pastoralei tămăduitoare). Ed. Oastea Domnului, Sibiu, 2006, 131 p. ISBN 973-710-069-7, ISBN 978-973-710-069-6.
- Să ne rugăm 8 zile cu Sfântul Ioan de Kronstadt (aspecte mistico-ascetice ale propovăduirii sale). Ed. Oastea Domnului, Sibiu, 2005, 104 p. ISBN 973-710-055-7.
- Iubesc Doamne, ajută neiubirii mele!..., Ed. Oastea Domnului, Sibiu, 2005, 206 p. ISBN 973-710-009-3.
- Calea virtuților! (trei conferințe tinerești). Ed. Agnos, Sibiu, 2005, 213 p. ISBN 973-86626-7-2.
- Să ne merităm Ortodoxia. Ed. Oastea Domnului, Sibiu, 2004, 206 p. ISBN 973-9364-98-5.
- Ascultă Israel - Activitatea învățătorească a Profeților în Vechiul Testament. Ed. Tehnopress, Iași, 2004, 174 p. ISBN 973-8377-98-6.
- Privegheri (predici la înainteprăznuire). Ed. Agnos, Sibiu, 2004, 200 p. ISBN 973-86626-1-3.
- Prăznicar (predici la Praznice Împărătești). Ed. Agnos, Sibiu, 2004, 157 p. ISBN 973-86626-3-X, ISBN 973-8460-48-4.
- Tinerețea Ortodoxiei. Ed. Agnos, Sibiu / Ed. Bunavestire, Bacău, 2004, 100 p. ISBN 978-973-86626-4-8 / ISBN 978-8460-49-2.
- Paștele Crucii: Sfânta Cruce semn al înfrângerii sau al Biruinței? Ed. Bunavestire, Bacău, 2003, 160 p. ISBN 973-8071-92-5.
- Căluțul lui Dumnezeu (povești și povestiri pentru cei care n-au mai citit de mult povești). Ed. Bunavestire, Bacău, 2003, 95 p. ISBN 973-9364-31-4.
- De dragul Evangheliei. Ed. Tehnopress, Iași, 2003, 195 p. ISBN 973-8377-64-1.
- Sarea pământului: Studii și articole de Pastorală, Volumul I. Ed. Tehnopress, Iași, 2002, 163 p. ISBN 973-8048-88-5.
- Iubi-te-voi, Doamne… (predici și meditații duhovnicești radiodifuzate - perioada Octoihului). Ed. Tehnopress, Iași, 2001, 176 p. ISBN 973-8048-46-X.
- Iată Mirele vine… (predici și meditații duhovnicești radiodifuzate - perioada Triodului și a Penticostarului). Ed. Tehnopress, Iași, 2001, 195 p. ISBN 973-8048-49-4.
- Dumnezeu în inima omului-Carte Ortodoxă, Editura Doxologia,2022, p.272, ISBN 978-606-9746-66-0.
- Pedagogia povestii. Editura AGNOS, 2016, Ediție: Cartonată, 187p., ISBN 978-973-1941-52-3.
- Risipitorii-Carte Ortodoxă, Editura AGNOS, 2020, 284p., ISBN 978-606-05301-4.
- Iubirea care ne urnește-Carte Ortodoxă, 2021, Ediția a 3-a, ISBN 978-606-053-041
- Biblia pentru copii povestită de Părintele Necula, Nașterea, copilăria și botezul Mântuitorului, ilustrații de Cezar Mandă, Vol. I, Editura Bookzone, 2022, ISBN 978-630-305-02-56
- Biblia pentru copii povestită de Părintele Necula, Minunile  și parabolele Mântuitorului,  ilustrații de Cezar Mandă, Vol.II, Editura Bookzone, 2023, Ediție Cartonată, 112 p. ISBN 978-630-305-07-44
- Biblia pentru copii povestită de Părintele Necula, Patimile și Învierea Mântuitorului, ilustrații de Cezar Mandă, vol. III, Editura Bookzone, 2023, ISBN 978-630-305-07-51
- Viața Maicii Domnului povestită de Părintele Necula, ilustrații de Cezar Mandă, Editura Bookzone, 2023, ISBN 978-630-305-17-72
- De dragul Evangheliei - Carte Ortodoxă, 2024, Editura: TEHNOPRESS, 196 p. Colecția: Cuvânt și Faptă.
- Pescuirea minunată-Carte Ortodoxă, Editor : AGNOS, 2022, 280 p., ISBN 978-606-053-057-2.[18]
- Viața Sfintei Parascheva povestită de Părintele Necula, ilustrații de Cezar Mandă, Editura Bookzone, 2024, ISBN 978-630-305-32-95
- Sfânta Parascheva, Izvor de Har și Binecuvântare, Editura Bookzone, 2024, ISBN 978-630-305-32-88

### Volume colective
- Părintele Constantin Necula și Prof.Univ. Dr.Alexandru Vlad Ciurea, Regăsirea ființei prin știință și credință, Editura Bookzone, 2023, ISBN 630-305-14-06

- Părintele Necula și Patrick Radu, Cartea cu Patrick sau Între prieteni, 2023

- Părintele Constantin Necula și Părintele Francisc Doboș, Împăcarea cu tine însuți, Editura Bookzone, 2022, ISBN 978-606-963-90-54
- Constantin Necula, Dan Negru, Printre cuvinte între prieteni, Editura AGNOS, 2022, ISBN 978-606-053-068-8
- Mihai Morar și Părintele Necula, Despre sensul vieții, Editura Bookzone, 2021, ISBN 978-606-974-85-34

- Preot Constantin NECULA și Preot Cristian MUNTEAN, Bucuria credinței - Dialoguri în cetate. Ed. Agnos, Sibiu, 2017, 235 p. ISBN 978-973-1941-60-8.
- Pr. Constantin NECULA și Alexandru RUSU. Farmacia de cuvinte. Ed. Agnos, Sibiu, 2014, 319 p. ISBN 978-973-1941-21-9.
- Claudia STAN (coord.), Maria Francesca BĂLTĂCEANU, Pr. Eduard Wiliam FĂRTAN, Pr. Iuliu BUDĂU, Marius VASILEANU, PS Mihai FRĂȚILĂ, Pr. Constantin Valer NECULA, Cristian - Vladimir LANGA și Andrei PĂTRÂNCĂ. Vladimir Ghika un catolic ortodox. Ed. Arhiepiscopiei Romano-Catolice de București, 2014, 70 p. ISBN 978-973-1891-99-6.
- Pr. Acad. Mircea PĂCURARIU (coord.), Mihaela Gabriela PALADE, Ionuț Alexandru TUDORIE, Pr. Radu TASCOVICI, Paul BRUSANOWSKI, Veaceslav CIORBĂ, Eugen ONICOV, Diac. Gabriel BASA, Florin DOBREI, Pr. Daniel - Niță DANIELESCU, Pr. Sorin DOBRE, Pr. Bogdan RACU, Diac. Pavel CHERESCU, Pr. Constantin NECULA, Pr. Eugen DRĂGOI, Pr. Sergiu POPESCU, Sebastian CÂRSTEA și Ionuț Dragoș VLĂDESCU. Enciclopedia Ortodoxiei Românești. Ed. Institutului Biblic și de Misiune Ortodoxă, București, 2010, 768 p. ISBN, 978-973-616-146-9.
- Aurel BADIU (coord.), AGÂRBICEANU Liliana, BROTE Mirela Elena, CORMAN Sorina Georgeta, DRAGOMIR Simona, DRĂGAN Anca Adriana, ISAC Laura Iulia, LEPĂDATU Cristina Maria, NECULA Maria, NECULA Constantin Valer, NISTOR Gheorghița, TOLCIU Mihaela, VIDRIGHIN Anița și VIDRIGHIN Ramona. Dicționar de asistență socială. Ed. Universității „Lucian Blaga” din Sibiu, 2009, 640 p. ISBN 978-973-739-899-4.
- Pr. Constantin NECULA, Pr. Mihai IOSU, Pr. Sorin DOBRE, Ștefan TOMA și Alexandru LEȘCĂU. Bucuria mărturisirii. Ed. Oastea Domnului, Sibiu, 2009, 299 p. ISBN 978-973-1801-51-3.
- Pr. Constantin NECULA, Florian BICHIR și Romeo PETRAȘCIUC. Alegerea Patriarhului: 41 de zile ale dezinformării. Ed. Agnos, Sibiu, 2008, 256 p. ISBN 978-973-1801-17-9.
- Pr.conf.univ.dr. Constantin NECULA și Pr.lect.univ.dr. Mihai IOSU. Tinerii și ispitele modernismului. Ed. Agnos, Sibiu, 2008, 159 p. ISBN 973-87594-3-9.
- Pr.conf.univ.dr. Constantin NECULA, Monahia Ecaterina (Monica FERMO) și Romeo PETRAȘCIUC. Ostrovul: Acolo unde se termină filmul..., Ed. Agnos, Sibiu, 2007, 114 p. ISBN 978-973-1801-02-5.
- PS Ioachim BĂCĂOANUL, Pr.prof.univ. Mircea PĂCURARIU și Pr.lect. Constantin NECULA. Viața și Acatistul. Sfinții Ioan din Galeș și Moise Măcinic, apărători și mărturisitori ai Ortodoxiei pe pământ Transilvan. Ed. Apologet, 40 p. ISBN 978-973-88177-2-2 (Hotărârea Sfântului Sinod nr. 4419 din 11-12 noiembrie 2003).

### Volume coordonate
- Pr.conf.univ.dr. Constantin NECULA, drd. Maria CURTEAN și prof. Remus Ioan RĂSVAN (coord.). Iisus Hristos, colegul meu de bancă. Ed. ASTRA Museum, Sibiu, 2015, 293 p. ISBN 978-606-733-057-1.
- Pr.conf.univ.dr. Constantin NECULA, Conf.univ.dr. Carmen Daniela PETCU și Remus Ioan RĂSVAN (coord.). Exigențe ale certificării Halal și Kosher în domeniul alimentelor: cultură și aplicație - note de cercetare 2013-2014. Ed. ASTRA Museum, Sibiu, 2014, 215 p. ISBN 978-606-733-001-4.
- Pr.conf.univ.dr. Constantin NECULA (editor). Răzvan Florin Ciule, Cateheza copiilor și implicarea tinerilor în biserică prin metode active. Ed. ASTRA Museum / Ed. Techno Media, Sibiu, 2013, 131 p. ISBN 978-606-8520-65-0 / ISBN 978-606-616-115-2.
- Pr.conf.univ.dr. Constantin NECULA (editor volum, selecție texte, prezentare și note). Memoria Amvonului Ardelean. Preotul Nicolae Stinghe, Predici comemorative - recuperări după manuscrise. Ed. InfoArt Media, Sibiu, 2012, 138 p. ISBN 978-606-8341-22-4.
- Pr.conf.univ.dr. Constantin NECULA (editor). Pr. Dumitru Belu. Curs de Omiletică. Momente din istoria predicii. Teoria Predicii. Ed. InfoArt Media / Ed. Andreiana, Sibiu, 2012, 683 p. ISBN 978-606-8341-24-8 / ISBN 978-606-8106-66-3. Proiect finanțat de Centrul Cultural Interetnic Transilvania din Sibiu și Revista Transilvania.
- Pr.conf.univ.dr. Constantin NECULA (editor). Pr. Dumitru Belu. Chemări la slujire. Ed. InfoArt Media / Ed. Andreiana, Sibiu, 2012, 333 p. ISBN 978-8341-25-5 / ISBN 978-606-8106-67-0. Proiect finanțat de Centrul Cultural Interetnic Transilvania din Sibiu și Revista Transilvania.
- Pr.conf.univ.dr. Constantin NECULA (editor). Pr. Dumitru Belu. Din domeniul Omileticii. Ed. InfoArt Media / Ed. Andreiana, Sibiu, 2012, 423 p. ISBN 978-606-8341-26-2 / ISBN 978-606-8106-69-4. Proiect finanțat de Centrul Cultural Interetnic Transilvania din Sibiu și Revista Transilvania.
- Pr.prof.dr. Mircea PĂCURARIU, Pr.conf.dr. Constantin Valer NECULA și Conf.dr. Paul BRUSANOWSKI (editori). Mitropolit Andrei Șaguna, Texte alese. Ed. Andreiana, Sibiu, 2010, 229 p. ISBN 978-606-8106-15-1.
- Pr.conf.univ.dr. Constantin NECULA și Dr. Ștefan TOMA (coord. editoriali). Sfânta și Dumnezeiasca Liturghie a Sfântului Ioan Gură de Aur / Η Θεια Αειτονργια Αγ. Ιωάννου τον Χρυσοστόμου / The Divine Liturgy of Saint John Chrysostom / La Divine Liturgie de Saint Jean Chrysostome / Die Göttliche Liturgie under den Heiligen Johannes Chrysostomos / Santae Divina Liturgia di San Giovanni Crisostomo. Ed. Andreiana, Sibiu, 2009, 240 p. ISBN 978-973-87951-6-7.
- Pr.prof.univ.dr. Dorin OANCEA, Pr.conf.univ.dr. Constantin NECULA, dr. Ștefan TOMA și Pr.dr. Cristian VAIDA (comitet de inițiativă și colaborare). Ale tale dintru ale Tale. Liturghie - Pastorație - Mărturisire, Prinos de cinstire adus IPS Dr. Laurențiu Streza la împlinirea vârstei de 60 de ani. Ed. Andreiana, Sibiu, 2007, 719 p. ISBN 978-973-87951-7-4.
- Pr. Constantin NECULA (editor). Ruth Torrent, «Je» et «Moi», un Jeux dans le Mouvement. Ed. Agnos, Sibiu / Ed. Mulhoeuse, 2006, 86 p. ISBN 978-973-7100-63-4.
- Pr.lect. Mihai IOSU și Pr.lect. Constantin NECULA (coordonatori/editori). Spiridon Cândea - Studii și articole de Pastorală Ortodoxă. Ed. Arhiepiscopiei Sibiului, 2002, 244 p. ISBN 973-98987-4-2.
- Constantin NECULA (editor volum ediția românească). Regenerarea Misiunii Creștine în contextul urban din România. WCC, Programe II, URM Geneva, Universitatea „Lucian Blaga” din Sibiu, Facultatea de Teologie „Andrei Șaguna” Sibiu, 1996, 99 p.

### Traduceri
- Constantin NECULA, Marcellino, o minune de băiețel, ediția a II-a. Ed. Agnos, Sibiu, 2014, 95 p. ISBN 978-973-1941-24-0. Adaptare după Marcellino pane e vino, autor José María SÁNCHEZ SILVA, ediția spaniolă, Madrid 1953, ediția italiană ITACA Libri 2003, Paravia 1955, scenariul și imaginile filmului cu același titlu, MediaSet 1955.
- Constantin NECULA, Sf. Simion Metafrastul: Sf. Spiridon Traumaturgul (traducere, prefață, note și studii critice), ediția a III-a. Ed. Agnos, Sibiu, 2013, 159 p. ISBN 978-973-1941-07-3. Traducere din volumul cu același titlu în limba greacă și franceză, Mănăstirea Pantocrator, Corfu, 1997.
- Constantin NECULA, Sf. Grigorie cel Mare, Viața Sfântului Benedict de Nursia. Dialoguri: cartea a II-a (traducere, prefață, note și studii critice). Ed. Agnos, Sibiu, 2008, 108 p. ISBN 978-973-1810-30-0 / 978-973-1801-16-2.
- Constantin NECULA, Elena TÂMPĂNARIU, Sfântul Daniil Stâlpnicul, Ed. Agnos, Sibiu, 2007, 168 p. ISBN 978-973-1801-09-4. Traducere din limba engleză, adaptare din izvoare clasice.
- Constantin NECULA, Sf. Ambrozie. Viu va fi sufletul meu, părți alese din Comentariul la Psalmul 118, Ed. Oastea Domnului, Sibiu, 2000, 112 p. ISBN 973-9364-39-X. Traducere din limba latină după scrierea Sancti Ambrosii Episcopi Mediolanensis, Opera SERMO 9 și SERMO 10, Biblioteca Ambrosiană și Cittá Nova, 1977. Coroborare literară cu ediția italiană Paoline 1997, editor Agostino CLERICI și franceză Namur 1963, editor D. GORCE.

## Premii și distincții
- Trofeul „Oamenii Timpului” 2016 la categoria „Diplomație Publică” acordat la Gala „Oamenii Timpului”, a III-a ediție, 17 decembrie 2016, Iași, „ca urmare a obținerii unor rezultate profesionale de excepție în perioada octombrie 2015 - septembrie 2016 și a contribuției la dezvoltarea culturală și instituțională a spațiului public românesc, extins peste granițele țării, în spiritul valorilor specifice unei societăți democratice”.
- Diploma de Excelență și Trofeul „Inima Fălticeniului” a Festivalului Internațional de Teatru pentru Tineret „Grigore Vasiliu Birlic”, pentru „merite deosebite în promovarea artei teatrale și culturii în municipiul Fălticeni”, acordate de Asociația Cultural - Fălticeni, 23 august 2016.
- Premiant al Campaniei Civice „Premianții fără Premii” ediția 101, Deva, 11 iunie 2016.
- Premiul de Excelență pentru „Spiritualitate” acordat la Gala Internațională a Premiilor de excelență DEMOS T.N. - 2015, conferit în 2 aprilie 2016, eveniment organizat de Asociația Pro Democrația, Târgu Neamț.
- Premiile de excelență Aurel Jivi pentru promoția 1994-1995 și pentru rezultatele deosebite la Istoria Bisericească, Facultatea de Teologie „Andrei Șaguna” - ULBS, conferite în iunie *Distincția și Medalia „Profesorul Bologna!” decernată în cadrul Galei „Profesorului Bologna”, Ediția a X-a, 19 mai 2017, București. Ediție desfășurată sub înaltul patronaj al Președintelui României. Organizator Asociația Națională a Organizaților Studențești din România (ANOSR) cu sprijinul Asociației Studenților la Sociologie și Asistență Socială din Universitatea din București (AS-SAS).
- Placheta de onoare „pentru sprijinul acordat în activitățile de prevenire a delicvenței juvenile și creștere a gradului de siguranță rutieră, acordat de IPJ Sibiu în aprilie 2017.
- Medalia comemorativă 70 di Città di Vita, Firenze, Santa Croce, 1946 - 2016, oferită de Pr. Eugen RĂCHITEANU, directorul Revistei și Editurii Città di Vita, Firenze, 20 ianuarie.
- Medalia „Sf. Voievod Ștefan cel Mare și Sfânt” a Episcopiei Ortodoxe Române a Europei de Nord, Copenhaga, Danemarca, 26 noiembrie 2016, acordată de PS Macarie DRĂGOI.
- Crucea Nordului a Episcopiei Ortodoxe Române a Europei de Nord, Copenhaga, Danemarca, 26 noiembrie 2016, acordată de PS Macarie DRĂGOI.
- Medalia comemorativă “750 Anniversario della nascita - Onorate L’Altissimo Poeta. Dante Aligheri, 1265-2015, Santa Croce, Firenze, 1865-2015” acordată de Pr. Antonio di MARCANTONIO, OFM, Rectorul Basilicii Santa Croce, septembrie 2016, în cadrul Conferinței pregătitoare Città di Vita 70.
- Ordinul Eparhial „Crucea Episcop Elie Miron Cristea”, cls. a II-a, pentru clerici, a Episcopiei Caransebeșului, 7 aprilie 2016, acordată de PS Lucian MIC.
- Crucea Mitropolitană a Mitropoliei Ortodoxe Române a Germaniei, Europei Centrale și de Nord, oferită de IPS Serafim JOANTĂ.
- Crucea Șaguniană pentru Clerici, Gramata Mitropolitană nr. 3225/30.11.2015, acordată IPS Laurențiu STREZA, Mitropolitul Ardealului.
- Medalia și Diploma omagială Sf. Ioan Gură de Aur „pentru merite deosebite în păstrarea dreptei credințe și promovarea culturii creștine”, acordată de PF Sa PF Daniel, Patriarhul României, 2 iulie 2015.
- Titlul de susținător al cauzei Hospice, Hospice „Casa Speranței”, Brașov, 14 decembrie 2015.
- Medalia FITS și Diploma de Excelență acordate „în semn de mulțumire pentru contribuția personală adusă la succesul FITS”, 15 iunie 2013, Sibiu.
- Certificatul și Medalia omagială „Gheorghe Lazăr - Întemeietorul învățământului superior în limba română”, acordat de CJ Sibiu, Consiliul Local Avrig și Asociația Prietenii Avrigului, 5 iunie 2009.
- Iconom stavrofor, distincție acordată de IPS Laurențiu STREZA, Mitropolitul Ardealului.
- Placheta Comandantului Academiei Forțelor Terestre „Nicolae Bălcescu” din Sibiu, acordată de Colonelul Prof.dr. Alexandru BARTOȘ, iunie
- Sachelar, distincție acordată de IPS Antonie PLĂMĂDEALĂ, Mitropolitul Ardealului.